# Le Frecce
Le Frecce (italiensk: pilene) er højhastighedstog, der drives af Trenitalia i Italien.

## Historie
I 1997 blev en ny kategori, "Eurostar Italia" introduceret som varemærket for højhastighedstogene, der køres af Trenitalia i Italien. Siden 2006 begyndte tog at blive drevet og promoveret under yderligere undermærker og solgt mindre og mindre under navnet "Eurostar".
I juni 2012 blev kategorien Eurostar officielt opdelt i forskellige underkategorier, der angiver forskellige højhastighedstjenester. De nye kategorier, der blev oprettet, var Frecciarossa (bogstaveligt talt, Rød Pil) for de hurtigste tog, Frecciargento (bogstaveligt talt, Sølvpil) for den næste kategori af tog og endelig Frecciabianca (bogstaveligt talt, Hvid Pil). Da alle disse tre togkategorier er navngivet som Freccia (bogstaveligt talt, Pil), er højhastighedstogene, der drives af Trenitalia, navngivet "Le Frecce", på lige fod med TGV i Frankrig, ICE i Tyskland og AVE i Spanien.

## Frecciarossa
Frecciarossa-tog kører med hastigheder på op til 300 km/t. Den kører for det meste på højhastighedslinjer og er den førende service i Trenitalia og konkurrerer med .italo, der drives af Nuovo Trasporto Viaggiatori.
Tjenesten leveres af ETR 500 og siden juni 2015 af ETR 1000. Der er fire klasser, nemlig Executive, Business, Premium og Standard klasse, med en spisevogn.
Der er planer om at øge Frecciarossas hastighed op til 350 km/t på mellemlang sigt. Omfattende testkørsler med ETR 1000 blev udført fra efteråret 2015 til slutningen af 2016.

## Frecciargento
Frecciargento tog kører med hastigheder på op til 250 km/t. I overensstemmelse med brugen af Pendolino togpolitik er det kun på nogle sektioner af Frecciargento's jernbanestrækninger, der er højhastighedstog, og toget kører på konventionelle jernbanestrækninger i de andre strækninger.
Tredje (ETR 485) og fjerde (ETR 600, ETR 610) generation af Pendolino-tog er bærer navnet Frecciargento-tog. Der er to klasser (første og anden klasse) samt en spisevogn.

## Frecciabianca
Frecciabianca-tog kører med op til 200 km/t (ETR 470 og almindelig Frecciabianca) og 250 km/t (ETR 460 Frecciabianca) på konventionelle strækninger.
ETR 460 og ETR 463 fra Pendolino-familien bruges i tjenester mellem Rom og Reggio Calabria, Ravenna og Genova. Siden december 2015 er ETR 470 også blevet brugt på Rom-Reggio Calabria-linjen. FS klasse E.414 og FS klasse E.402 lokomotiver bruges på andre linjer.
Der er to klasser og en hjørnebar på Frecciabianca-togene